# Col de la Chapelotte
Der Col de la Chapelotte ist ein Bergpass auf der Höhe von 447 Metern in den französischen Vogesen. Sein Name leitet sich von der Bezeichnung für eine kleine Marienstatue ab, die in den Stamm eines Baumes eingesetzt wird.

## Lage
Der Col liegt an der natürlichen Grenze zwischen der Hochebene von Lothringen und den Vogesen, er wird von der Straße D992 überquert. Er verbindet die Gemeinde Badonviller im Département Meurthe-et-Moselle mit dem Tal der Plaine bei Allarmont im Département Vosges.

## Geschichte
Während des Ersten Weltkriegs war das Gebiet Schauplatz heftiger Zusammenstöße. Etwa 2000 französische Kämpfer fielen dort.

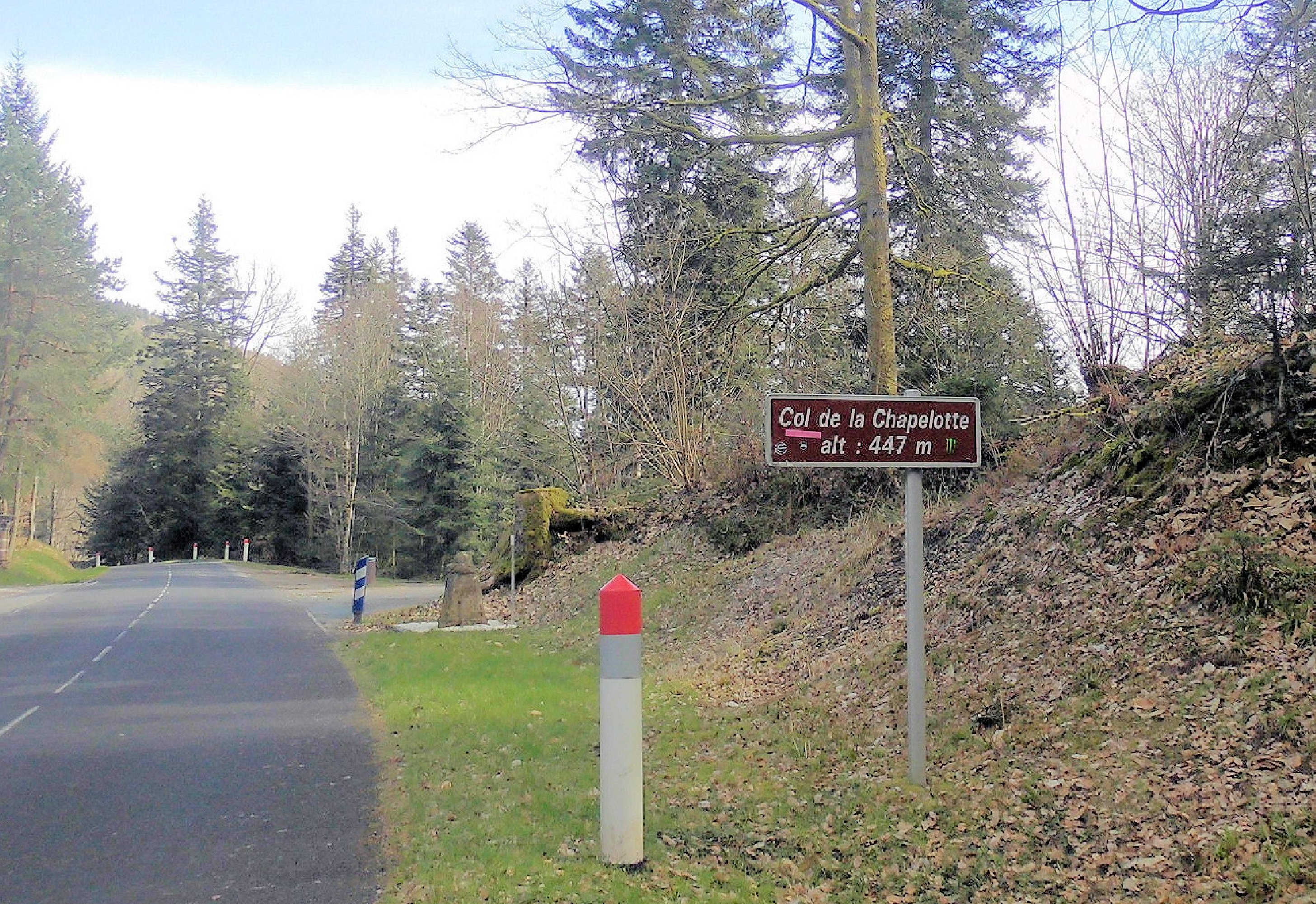
Pass von Westen aus gesehen
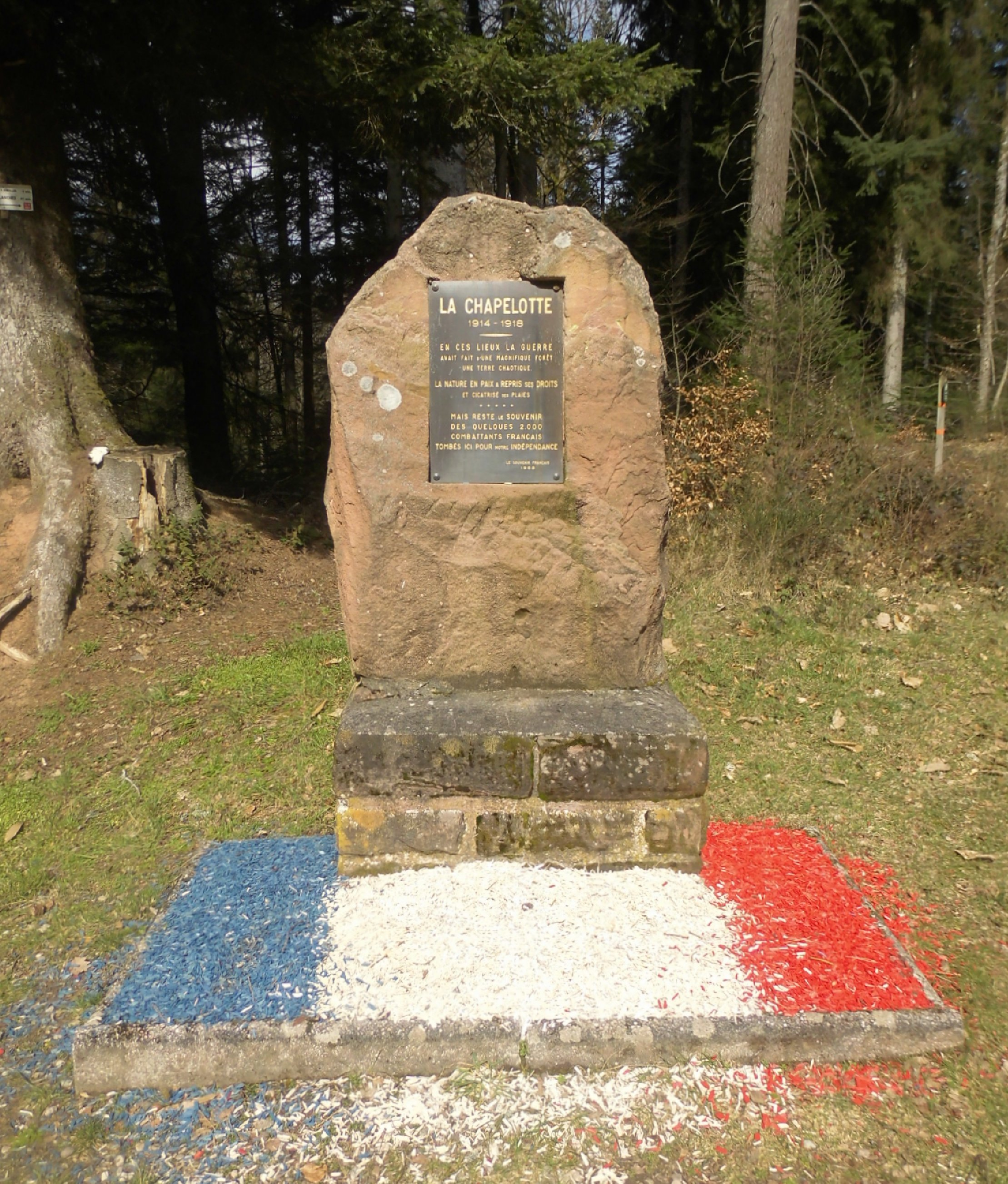
Gedenkstein für die Gefallenen des Ersten Weltkrieges
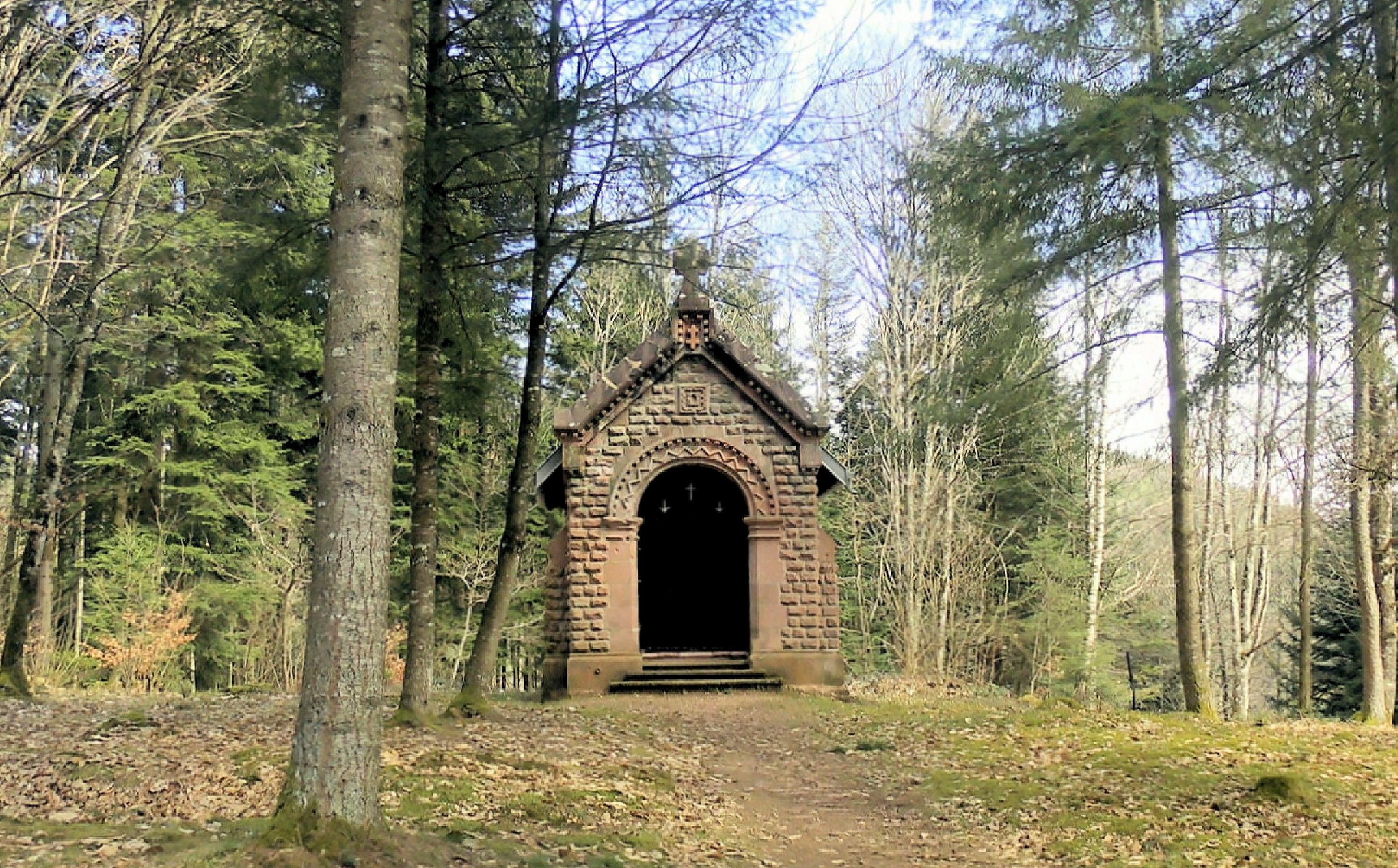
Kapelle Cartier Bresson